# Karstquelle Prunn
Koordinaten: 48° 57′ 16,6″ N, 11° 43′ 42,1″ O
Die Karstquelle Prunn ist eine als Naturdenkmal ausgewiesene starke Karstquelle bei Riedenburg in Niederbayern.

## Beschreibung

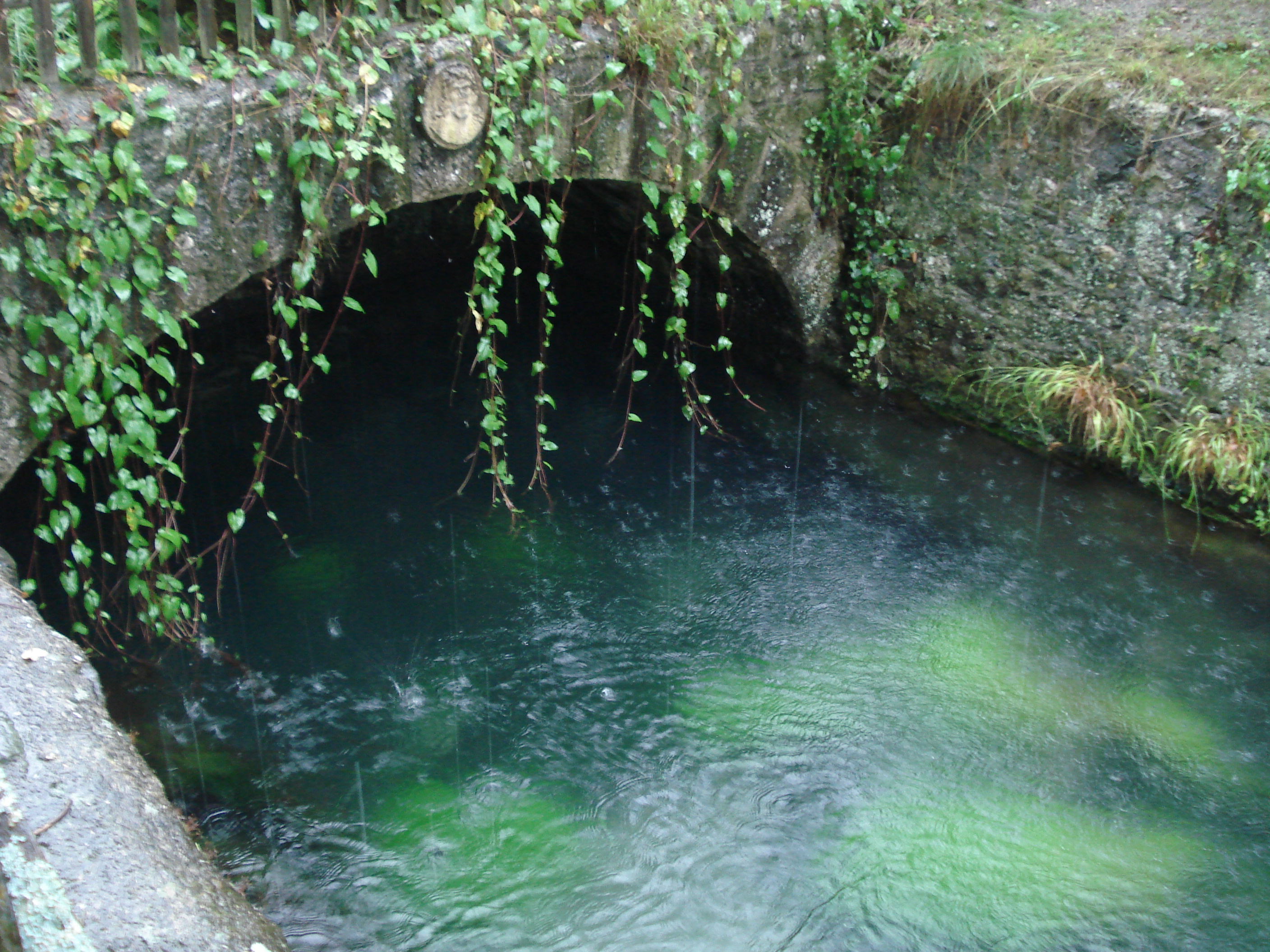
Quellaustritt

Die Karstquelle liegt im Ortsteil Prunn. Es handelt sich um eine im Jahre 1911 gefasste Quelle die durchschnittlich 600 l/s schüttet (min. 300 l/s max. 1.000 l/s) und zählt zu den stärksten Quellen Bayerns. Sie wurde schon 1896 zur Stromerzeugung genutzt. Das Turbinenhaus wurde im Jahr 1948 neu gebaut. Die heutige Maximalleistung beträgt 16 kW. Vermutlich ist dieser Karstbrunnen der Ursprung des Ortes Prunn. Der abfließende Bach mündet nach etwa 550 Metern in einen Altarm der Altmühl.